# Florizel von Reuter
Florizel von Reuter (Davenport (Iowa), 21 de gener de 1893 - 10 de maig de 1985) fou un violinista, compositor i pedagog estatunidenc.
Estudià el violí amb els professors Max Bendix (Chicago), Émile Sauret a Londres, César Thomson (Brussel·les) i Henri Marteau (Ginebra). Als nou anys acabà els seus estudis en l'Escola de Música de Ginebra, aconseguint el diploma de virtuositè. Després viatjà arreu del món, prenent part en més de 2.700 concerts.
Com a compositor se li deuen les òperes:
- Hypathia;
- D. Baruteiche;
- D. Zufalls kecke Gabe;

Diverses composicions simfòniques.
Com a pedagog musical va escriure; Führer durch d. Violinmusik, i va editar els 24 capricis de Paganini i va fer un gran nombre de refossaments i traduccions dels mestres clàssics.